# Jenni Vartiainen
Jenni Mari Vartiainen (Kuopio, 20 marzo 1983) è una cantante finlandese.
Jenni ha frequentato una scuola musicale a Kuopio, la sua città natale. Ha partecipato al talent show finlandese Popstars nel 2002 ed è riuscita a vincere la competizione assieme ad altre due ragazze con cui ha formato il gruppo pop Gimmel. Il gruppo in tre anni ha pubblicato tre album e numerosi singoli di successo per poi sciogliersi verso la fine del 2004. Dopo una pausa, Jenni ha annunciato che avrebbe voluto cominciare una carriera da solista. Nella primavera del 2005 ha firmato un contratto discografico con la Warner Music Finland. "Io vivo per la musica. Ho cominciato la mia carriera e mi sento fortunata perché con le mie canzoni posso raccontare la mia vita", ha affermato la cantante.
Nella primavera del 2007 è uscito il primo singolo di Jenni Vartiainen, intitolato Tunnoton, seguito dall'album di debutto Ihmisten edessä. Gli altri singoli estratti sono stati Ihmisten edessä, Toinen e Mustaa kahvia. All'inizio del 2008, l'album è stato certificato disco di platino per aver venduto più di 30 000 copie, mentre i singoli avevano complessivamente venduto circa 12 000 copie.
Il secondo album, Seili, è uscito nella primavera del 2010, ed è stato preceduto dal singolo En haluu kuolla tänä yönä. L'album è stato certificato multiplatino e ha venduto oltre 95 000 copie in Finlandia. Da Seili sono stati estratti altri tre singoli: Nettiin, Missä muruseni on e Duran Duran.

## Discografia

### Album in studio
- 2007 – Ihmisten edessä
- 2010 – Seili
- 2013 – Terra
- 2018 – Monologi
- 2025 – Origo

### Raccolte
- 2019 – Ihmisten edessä: 2007 - 2019